# (14804) 1981 EW13
A (14804) 1981 EW13 a Naprendszer kisbolygóövében található aszteroida. Schelte J. Bus fedezte fel 1981. március 1-jén.